# Çamlıbel, Çaykara
Çamlıbel là một xã thuộc huyện Çaykara, tỉnh Trabzon, Thổ Nhĩ Kỳ. Dân số thời điểm năm 2011 là 134 người.